# Corallus cropanii
Espèce
Synonymes
- Xenoboa cropanii Hoge, 1953

Statut de conservation UICN

 EN B1ab(i,ii,iii) : En danger
Statut CITES
Corallus cropanii est une espèce de serpents de la famille des Boidae.

## Répartition
Cette espèce est endémique de l'État de São Paulo au Brésil.

## Publication originale
- (en) Hoge, 1953 : A new genus of Boinae from Brazil, Xenoboa cropanii gen.nov. sp.nov. Memórias do Instituto Butantan, vol. 25, n. 1, p. 27-34.